# Limnophora atra
Limnophora atra este o specie de muște din genul Limnophora, familia Muscidae, descrisă de Robineau-desvoidy în anul 1830.
Este endemică în Mauritius. Conform Catalogue of Life specia Limnophora atra nu are subspecii cunoscute.